# Crithagra menachensis
Crithagra menachensis é uma espécie de fringilídeos da família Fringillidae.
Pode ser encontrada nos seguintes países: Omã, Arábia Saudita e Iémen.